# 이유진 (1994년)
이유진(李瑜眞, 1994년 12월 6일 ~ )은 대한민국의 배우이다.

## 학력
- 2013년 ~ 2017년 동아방송예술대학교 예술학부 연기전공 전문학사

## 출연

### 방송

#### 드라마
- 2017년 유튜브 《연애플레이리스트》 (웹 드라마) - 한재인 역
- 2017년 네이버TV 《까마귀 상가》 (웹 드라마) - 이유진 역
- 2017년 유튜브 《연애플레이리스트 2》 (웹 드라마) - 한재인 역
- 2018년 SBS 《서른이지만 열일곱입니다》
- 2018년 유튜브 《연애플레이리스트 3》 (웹 드라마) - 한재인 역
- 2019년 유튜브 《온 더 캠퍼스》 (웹 드라마) - 은호 역
- 2019년 네이버TV 《최고의 엔딩》 (웹 드라마)
- 2019년 유튜브 《연애플레이리스트 4》 (웹 드라마) - 한재인 역
- 2019년 유튜브 《크리에이터 캠퍼스》 (웹 드라마) - 이유진 역
- 2019년 유튜브 《고양이 바텐더》 (웹 드라마) - 루니 역
- 2019년 KBS 1TV 《꽃길만 걸어요》 - 봉선화 역
- 2019년 네이버TV 《일인분 하우스》 (웹 드라마) - 유노을 역
- 2022년 유튜브 《뉴 연애플레이리스트》 (웹 드라마) - 한재인 역 (특별 출연)
- 2024년 N의모든것 《N의 연애》 (웹 드라마) - 도아 역
- 2024년 KBS 2TV 《개소리》 - 손명옥 역 (특별 출연)

#### 예능
- 2019년 TvN 《플레이어》 - 게스트 (2019.08.25~2019.09.01)